# Asaba
Asaba er en by i det sydlige Nigeria, beliggende på den vestlige side af floden Niger, over for den større by Onitsha. Den er administrativ hovedstad for delstaten Delta og har omkring 149.600 indbyggere (2006).

## Eksterne kilder og henvisninger
1. ↑  About Asaba

6°11′N 6°45′Ø / 6.183°N 6.750°Ø